# Jake and the Never Land Pirates
Jake và những cướp biển vùng đất Hứa (nguyên tên tiếng Anh: Jake and the Never Land Pirates) là loạt phim hoạt hình cướp biển được phát sóng trên kênh Disney Junior.

## Các nhân vật

### Jake
Nhân vật chính. Anh có một thanh gươm bằng gỗ. Kiêm dẫn dắt cho đội.

### Izzy
Cô gái cướp biển trong đội và là bạn của Jake. Cô thường dùng bột tiên cho tình trạng khẩn cấp và một chiếc.

### Cubby
Đây là bạn của Jake. Anh dùng bản đồ kho báu

### Skully
Một con vẹt màu xanh lá cây nhỏ nhưng lại hoạt động như một người giám hộ cho đội. Nó thường đội một chiếc khăn màu đen có in hộp sọ màu đen.

### Freya
Là bạn của Jake. Cô có cây cung bằng gỗ màu hồng mà Peter Pan để lại cho cô.

### Thuyền trưởng Hook
Thuyền trưởng hải tặc cư trú tại Neverland và là nhân vật phản diện chính của loạt phim, chỉ huy của chiếc thuyền "Jolly Roger". Nổi tiếng về sự thô bạo đối với đối phương và thậm chí cả đối với thủy thủ đoàn của mình. Trong thực tế, Hook chỉ xuất hiện với 3 thủy thủ, phần còn lại của thủy thủ đoàn không bao giờ được nhìn thấy hay xuất hiện trong chương trình. Hook nói bằng giọng Anh.

### Ông Smee
Là thuộc hạ của Thuyền trưởng Hook, nhân vật phản diện thứ hai của loạt phim. Tuy nhiên, ông thường đánh giá cao Jake và sự giúp đỡ của thủy thủ đoàn.

### Sharky và Bones
Thành viên của thủy thủ đoàn cướp biển của Thuyền trưởng Hook. Họ thường dành nhiều thời gian để chơi âm nhạc hơn là thúc đẩy cốt truyện, hoạt động như hát rong. Phiên bản live action xuất hiện ở phần cuối của chương trình và đã thực hiện một bài hát gốc.

### Marina
Một nàng tiên cá trẻ, một trong những người sống trong các đại dương xung quanh Never Land với phần còn lại của dân tộc mình. Không giống như các cô gái trẻ thường là những người hợm hĩnh, ích kỷ, vô ích và hết sức tàn nhẫn, Marina là nhẹ nhàng và tử tế với những tên cướp biển trẻ. Cô thường cho họ thấy những bí mật của biển Không bao giờ cô. Marina cũng có một người em gái tên là Stormy.

### Stormy
Marina lười biếng, nhưng, cũng có nghĩa là chị em.

### Sao biển Sandy
Marina ca hát của Mermaid vật nuôi con sao biển với khả năng để chữa lành với một bài hát đặc biệt.

### Winger
Bạn thân của Skully tiết lộ cho là nàng công chúa của Vương quốc Bird Sky.

### Wise Old Parrot
Vẹt đỏ niên và người cai trị của Vương quốc Bird Sky.

### Peter Pan
Kẻ thù vòm Thuyền trưởng Hook và lãnh đạo của Never Land (đặc biệt là những chũ bé đi lạc, người không bao giờ xuất hiện trong chương trình). Cậu đã được đề cập nhiều lần trong suốt bộ phim, và đã xuất hiện trong các tập phim đặc biệt "Peter Pan Returns" và "Jake Save Bucky".

### Thuyền trưởng Flynn
Tên cướp biển đã bị mắc kẹt trên sa mạc Never Land với tàu của ông Barracuda nhưng cứu bởi Jake, Izzy, Freya và Cubby.

### Mama Hook
Mẹ của Thuyền trưởng Hook

### Red Jessica
Một nữ cướp biển xinh đẹp mà Thuyền trưởng Hook yêu.

## Các tập phim Phần 1
- 1.Người bạn mới trong nhóm
- 2.Che giấu Nơi Ẩn nấu
- 3.Trò chơi võ sò cũ
- 4.Trả mũ cho Hook
- 5.Thoát khỏi núi lửa
- 6.Thoát khỏi khó khăn
- 7.Không Bao Giờ nói không bao giơ
- 8.Yo ho đi ăn thôi
- 9.Bóng rổ tới đây
- 10.Trên Trời Không giới hạn
- 11.Thả rửa cho Bucky
- 12.Chúc mừng ngày của Hook
- 13.Không quay lại
- 14.Đêm của bí ngô vàng
- 15.Bấu Vật hay bị Chọc Giẹo
- 16.Trò chơi xếp hình của Izzy
- 17.Trò chơi vùng đất thần tiên
- 18.Chiếc xe vui vẻ
- 19.Cuộc đua tới đỉnh thần tiên
- 20.Kho báu bị chìm của Cubby
- 21.Chú cá vàng của Cubby
- 22.Cuộc Đua Lướt sóng
- 23.Đoàn cá ngựa
- 24.Trứng vàng
- 25.Hội Ý
- 26.Chuyến dã ngoại của cướp biển
- 27.Trái tim vàng của Freya
- 28.Chìa khoá đến núi đầu lâu
- 29.Hoa thần
- 30.Cuộc tìm kiếm sao biển của Jake
- 31.Thoả thuận của Hook
- 32.Quả dừa hồng ngộc lục bảo
- 33.Kho báu lập loè ánh vàng
- 34.Cá sấu tick tock
- 35.Món quà ngạc nhiên của voi
- 36.Điệu nhảy hoang dã của Jake
- 37.Mưu tầm mưu, mã tầm mã
- 38.Giới thiệu về khó báu
- 39.Cứu vịnh săn hô
- 40.Giương kho báu bị lấy tất
- 41.Công chúa cướp biển
- 42.Đũa phép cầu vồng
- 43.Thanh gươm và đá
- 44.Cú về đích của Jake
- 45.Mùa Đông ở Vùng Đất Thần Tiên
- 46.Thuyền trưởng Hook trên băng
- 47.Chó hải tặc
- 48.Đá hải tặc
- 49.Chú vẹt của thuyền trưởng hook
- 50.Đảo chim trời đang rơi
- 51.Peter Pan trở lại(phần 1)
- 52.Peter Pan trở lại(phần 2)

## Các tập phim phần 2
- 1.Mẹ Hook biết rõ nhất
- 2.Bột tiên bay đi nào
- 3.Bucky với mỏ neo vàng
- 4.Cầu vồng thần tiên
- 5.Sáo của Peter
- 6.Đêm sao thần tiên
- 7.Móc của thuyền trưởng Hook
- 8.Thú cưng của ông Smee
- 9.Hòn đá đua xe
- 10.Thuyền trưởng Hook mất tích
- 11.Cướp biển của sa mạc
- 12.Kim tự tháp Cướp biển
- 13.Lagoon của thuyền trưởng hook
- 14.Dưới Bucky
- 15.Một Lông trên nón của hook
- 16.Câu chuyện về cá voi
- 17.Bài hát của Nàng Tiên Cá
- 18.Kho báu của tide
- 19.Thung lũng bọ lớn
- 20.Nữ hoàng cướp biển
- 21.Công chúa tiên nữ
- 22.Hook và kỳ trại Itty Bitty Kitty
- 23.Cắm trại của cướp biển
- 24.Kho báu đinh ba của Izzy
- 25.Mini Golf của Cướp biển
- 26.Jake Cứu Bucky(Phần 1)
- 27.Jake Cứu Bucky(Phần 2)
- 28.Lừa,treo chọc và kho báu
- 29.Thanh kiếm tiên bướm của Freya
- 30.Mùa của phù thủy biển
- 31.Nấu ăn với thuyền trưởng hook
- 32.Thân mật mới của thuyền trưởng Flynn

## Các tập phim trong phần 3
| #  | Tên tập phim                               | Nội dung |
| -- | ------------------------------------------ | --- |
| 1  | Kho báu dưới ngôi mộ của cướp biển xác ướp | Đội quân của Jake giúp thuyền trưởng Flynn và đoàn quân Neverland, nằm bên trong lăng mộ xác ướp cướp biển lang thang, để anh ta có thể di chuyển con tàu của chính mình, Barracuda, thổi một cồn cát. Những thuyền trưởng Hook muốn cho chính mình.                                                 |
| 2  | Bí mật của kho báu bị mất tích             | Jake và những người bạn của mình tìm kiếm tên trộm đã nghi ngờ đánh cắp rương kho báu đội của họ từ đảo hải tặc. Kẻ trộm đã được tiết lộ là Beatrice Le Beak. |
| 3  | Jake vô hình                               | Jake và đội quân của mình phát hiện ra một chiếc nhẫn thú vị và sử dụng nó để biến mình thành vô hình. Họ cố gắng giữ cho Thuyền trưởng Hook không lấy được nó. |
| 4  | Ai là một chú chim xinh đẹp?               | Khi Skully nhận được một chiếc gương như một món quà, cậu ấy không thể ngừng trầm trồ trước hình ảnh phản chiếu của mình trong khi Jake, Izzy và Cubby phát hiện ra rằng tất cả những vụ nổ lớn thực sự là kế hoạch của Thuyền trưởng Hook trong việc tạo ra tượng đài của riêng mình trên Đồi Bướm. |
| 5  | Thuyền trưởng Gizmo                        | Jake và đội quân của mình xây dựng một tên cướp biển cơ giới tên là Thuyền trưởng Gizmo. Ngay sau đó, Thuyền trưởng Hook quyết định sử dụng Thuyền trưởng Gizmo để lấy kho báu ở núi Belch nhưng Jake và đội quân của cậu ta đã phá vỡ kế hoạch của ông ta                                           |
| 6  | Cuộc gặp gỡ hoán đổi cướp biển của Jake    | Jake vô tình hoán đổi bản đồ đầu tiên của Cubby thành Thuyền trưởng Hook. Và kho báu của Cubby được tiết lộ chính là con búp bê của Thuyền trưởng Dừa |
| 7  | Những câu chuyện của cướp biển thần đèn    | Jake và đội quân của cậu ấy quân quần bên lửa trại để nghe truyện "Cướp biển thần đèn Pip" chia sẻ những câu chuyện tuyệt vời về những chuyến du hành vòng quanh Thế giới không bao giờ của cậu ấy                                                                                                   |
| 8  |                                            | |
| 9  |                                            | |
| 10 |                                            | |